# 국제구조수리환경공학연구소

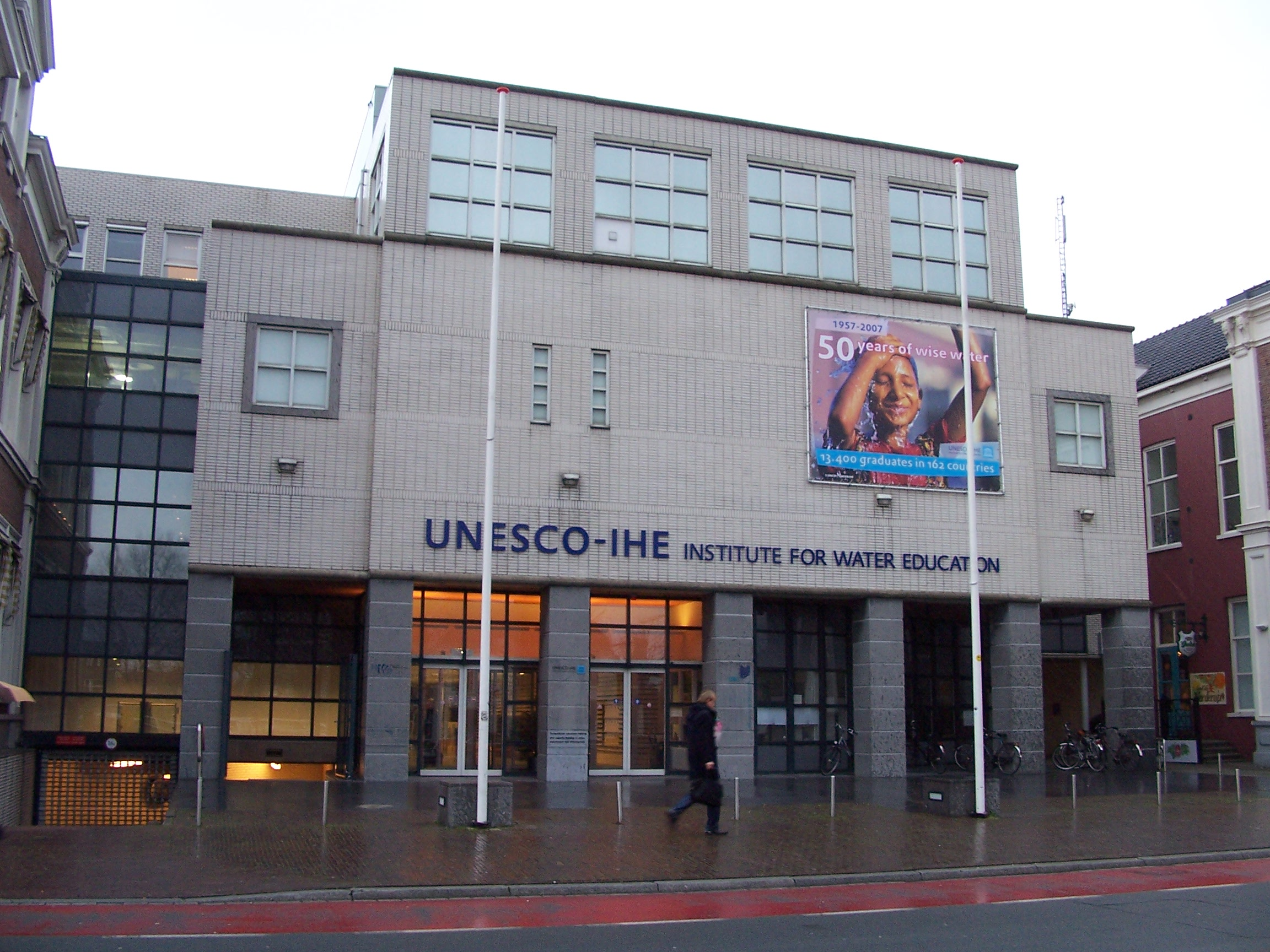
네덜란드 델프트 시에 있는 국제구조수리환경공학연구소

국제구조수리환경공학연구소(國際構造水理環境工學硏究所, International Institute for Hydraulic and Environmental Engineering, IHE)는 1957년에 네덜란드의 델프트(Delft) 시에 재단으로 설립되어 수리공학의 국제교육과정을 열었으며, 1962년에는 위생공학 과정이 추가되고 그 후 수문학 과정 등이 추가되었는데 한국의 많은 기술자가 교육을 받았다. 네덜란드 정부가 운영하는 국제적인 교육, 훈련, 연구기관이며, 2001년에 유엔 교육 과학 문화 기구(UNESCO)의 물 교육기관으로 지정을 받았다.